# L'Estaca (Marsella)

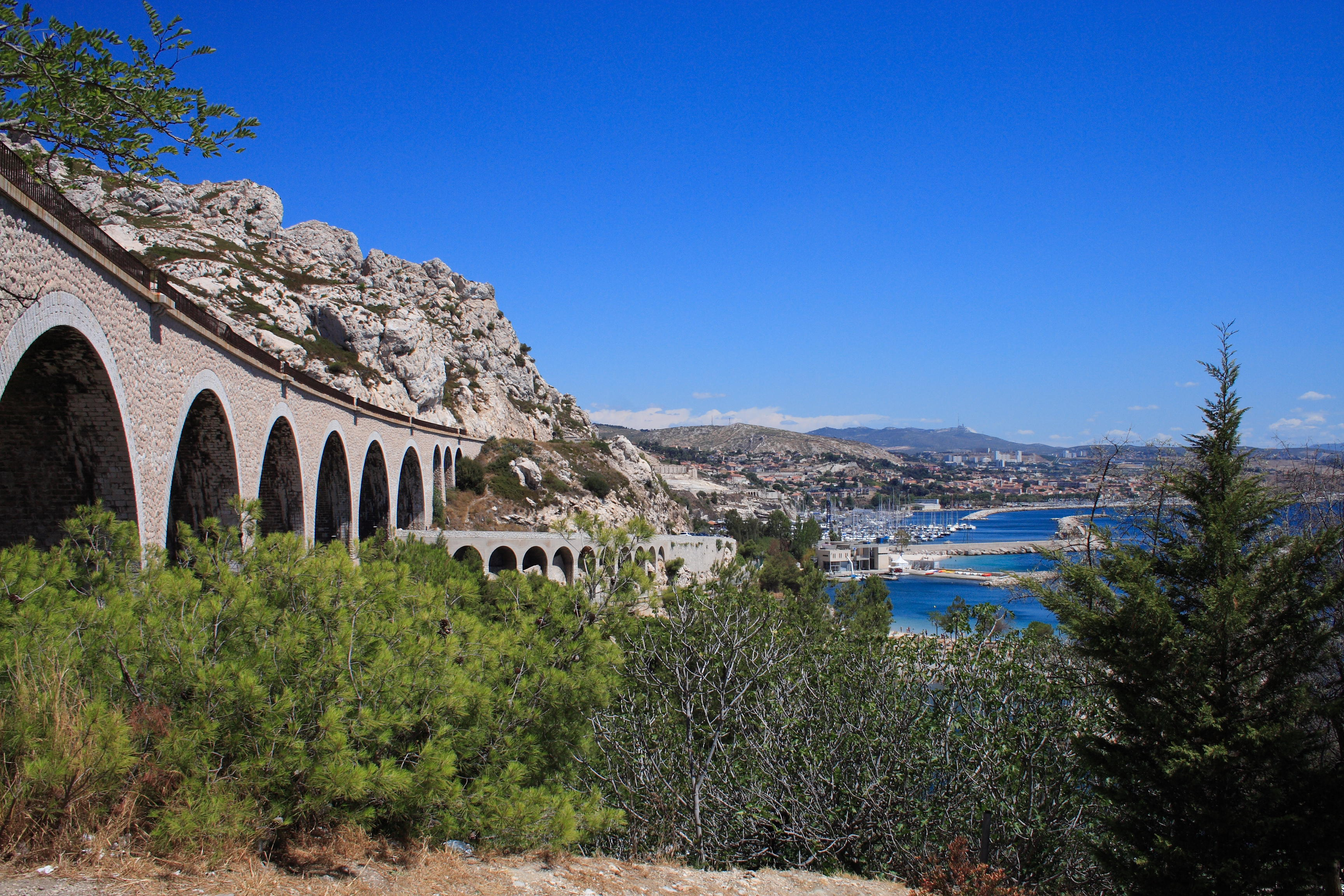
Estaque Marseille FRA 002

L'Estaca és un petit poble pesquer a l'extrem nord-oest de Marsella, limítrof amb la comuna de Lei Penas. Administrativament, pertany al 16è districte de la comuna de Marsella, juntament amb els barris de Lei Rius, Sant Andrieu i Sant Enric. És una zona residencial l'any 2012 tenia 6.391 habitants.
Diversos artistes impressionistes i postimpressionistes van visitar o residir en el lloc o a la seva rodalia. Diversos van pintar paisatges locals, la carretera que porta al poble i la de tot el golf des del poble. Paul Cézanne va pintar diverses marines des de la seva habitació a L'Estaca, mostrant el canvi de les estacions, el canvi de la llum del dia i els canvis del poble mateix al llarg del temps.
El febrer de 2010 la Fundació Monticelli es va inaugurar a L'Estaca. S'hi exposen les obres més representatives del pintor preimpressionista Adolphe Monticelli, juntament amb les pintures d'altres Maîtres provençaux com Jean-Baptiste Olive.